# Elena Aiello
S. Elena Aiello (pełne nazwisko: Elena Emilia Santa Aiello, ur. 15 kwietnia 1895 w Montalto Uffugo, zm. 19 czerwca 1961 w Rzymie) – włoska zakonnica, błogosławiona Kościoła katolickiego.

## Życiorys
Pochodziła z licznej rodziny, miała siedmioro rodzeństwa. Jej ojciec, Pasquale Aiello, z zawodu był krawcem, tak jak i dziadek. Postanowiła zostać zakonnicą.
Była mistyczką, miała objawienia Matki Boskiej, Jezusa Chrystusa, św. Franciszka z Paoli, św. Rity, i wielu innych świętych. W każdy Wielki Piątek począwszy od 1923 roku aż do śmierci, była obdarzana pełnymi stygmatami (na rękach, stopach i boku).
Założyła zgromadzenie Sióstr Najmniejszych Męki Pana Naszego Jezusa Chrystusa. Siostra Elena Aiello zmarła w opinii świętości mając 66 lat.
W 1992 roku papież Jan Paweł II ogłosił ją Czcigodną Służebnicą Bożą. Jej beatyfikacja odbyła się w dniu 14 września 2011 roku.